# Energia reticolare

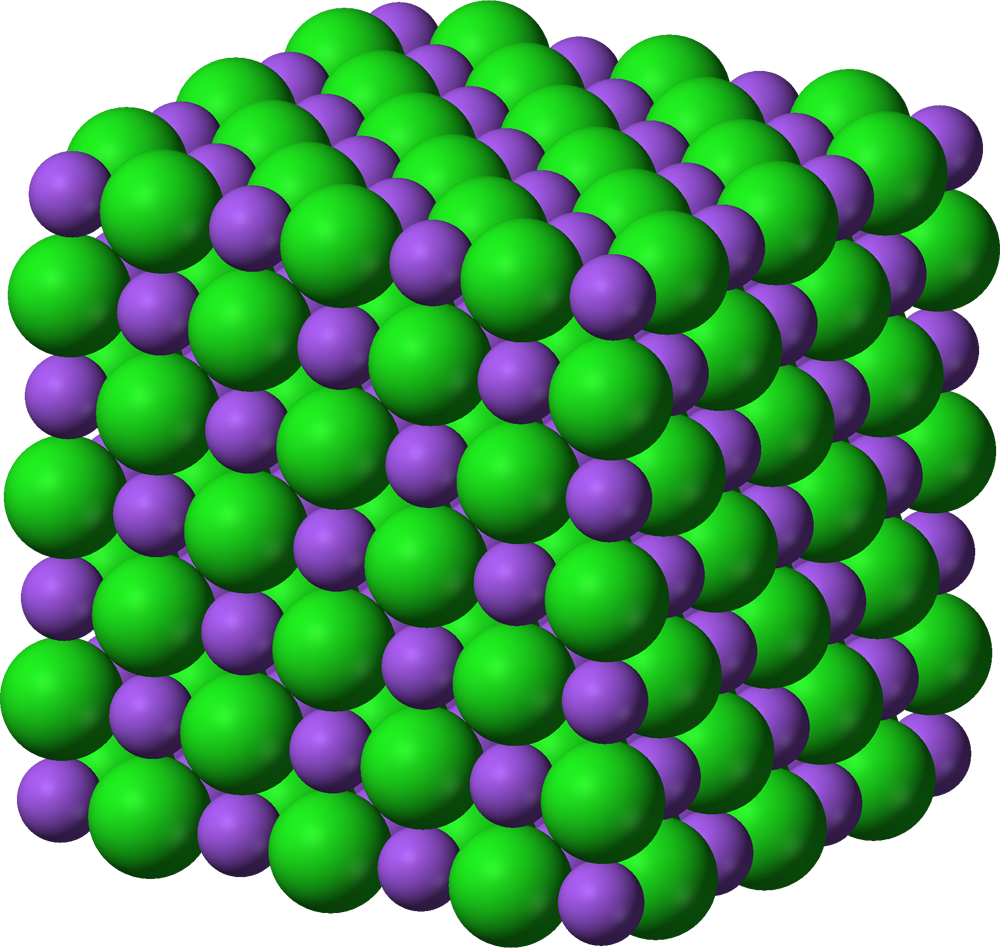
Reticolo cristallino del cloruro di sodio

L'energia reticolare di un solido ionico è una misura della forza dei legami che formano un dato composto ionico. Viene solitamente definita come l'entalpia standard di formazione del composto ionico ottenuto a partire dai singoli ioni in fase gassosa che concorrono a formarlo originando un processo esotermico.
Il concetto di energia reticolare fu inizialmente sviluppato per i composti con struttura di tipo salgemma e sfalerite come {\displaystyle {\ce {NaCl}}} e {\displaystyle {\ce {ZnS}}}, dove gli ioni occupano siti del reticolo cristallino a elevata simmetria. Nel caso di {\displaystyle {\ce {NaCl}}}, ad esempio, l'energia reticolare è l'energia liberata dalla reazione
{\displaystyle {\ce {Na+(g)\,+\,Cl^{-}(g)\to NaCl(s)}}}
che assume valore -787 kJ/mol.
Una definizione alternativa consiste nel considerare l'energia reticolare come il lavoro necessario per separare gli ioni dallo stato solido combinato e portarli in fase gassosa (in questo caso cambia di segno).
Il valore preciso dell'energia reticolare non può essere determinato sperimentalmente, a causa dell'impossibilità di preparare un'adeguata quantità di cationi e anioni gassosi e misurare l'energia rilasciata durante la formazione del composto allo stato solido. Tuttavia, il valore dell'energia reticolare può essere ricavato teoricamente utilizzando la trattazione elettrostatica mediante l'equazione di Born-Landé e l'equazione di Kapustinskij oppure quella termodinamica attraverso il ciclo di Born-Haber.
L'energia reticolare dipende dal raggio ionico degli ioni e dalla loro carica: più grande è il raggio ionico dello ione, minore è la forza esercitata dal nucleo sulla nube elettronica e quindi minore risulterà l'energia reticolare; all'aumentare della carica degli ioni aumenta l'entità delle interazioni elettrostatiche e di conseguenza aumenta l'energia reticolare.